# Dendrocalamus detinens
Dendrocalamus detinens är en gräsart som först beskrevs av Richard Neville Parker, och fick sitt nu gällande namn av H.B. Naithani och Sigamony Stephen Richard Bennet. Dendrocalamus detinens ingår i släktet Dendrocalamus och familjen gräs.
Artens utbredningsområde är Burma. Inga underarter finns listade i Catalogue of Life.